# Israel Damonte
Israel Alejandro Damonte[carece de fontes?] (Buenos Aires, 6 de janeiro de 1982) é um futebolista argentino que atua como volante. Atualmente joga pelo Huracán.

## Títulos
Arsenal de Sarandí
- Copa Sul-Americana: 2007

Nacional
- Campeonato Uruguaio: 2011–12